# Гюзельюрт (Турция)
Гюзельюрт (тур. Güzelyurt) — город и район в провинции Аксарай (Турция). Расположен в 45 км от города Аксарай. На западе и юго-западе граничит с центральным районом ила Аксарай, на севере — с районом Гюлагач, на востоке и юго-востоке — с провинцией Нигде.

## История
В этих местах в древности жил один из величайших святителей христианства — Григорий Богослов. Вплоть до XX века в этих местах имелась греческая христианская община, однако после греко-турецкой войны в ходе обмена населением греки выехали в Грецию, а на их места были поселены турки из Салоник и Кавалы.